# Hoằng Hợp
Hoằng Hợp là một xã thuộc huyện Hoằng Hóa, tỉnh Thanh Hóa, Việt Nam.
Xã Hoằng Hợp có diện tích 4,29 km², dân số năm 1999 là 5246 người, mật độ dân số đạt 1223 người/km².